# Gare de Barcelone-Arc de Triomf
La gare de Barcelone-Arc de Triomf (anciennement Triumfo-Norte, L1, ou Vilanova, Renfe) est un échangeur multimodal situé dans le district l'Eixample à Barcelone. L'échangeur est situé à côté de la Gare du Nord, ancienne gare ferroviaire du terminal Ferrocarrils del Nord, qui est maintenant le terminus de la plupart des lignes de bus de moyen et long courrier qui desservent Barcelone. C'est un point de connexion de la L1 du métro de Barcelone, de trois lignes de Rodalies de Catalogne (R1, R3 et R4) et d'une ligne de régionale, ligne R12.

## Histoire
La gare de L1 a ouvert ses portes en 1932 sous le nom de Triunfo-Norte dans le cadre de l'extension du Chemin de fer Métropolitain Transversal après l'ouverture d'un tunnel comportant quatre itinéraires entre l'Gare du Nord et la Place de Catalunya, qui a été construit conjointement avec la compagnie de chemin de fer Ferrocarrils del Nord, ce qui a permis d'ouvrir un grand échangeur à la gare de Plaça de Catalunya.
Par la suite, en 1982, avec la réorganisation des numéros de ligne et le changement de nom des stations, la station de métro adopte son nom actuel.
En 2016, la gare de Rodalies a enregistré l'entrée de 2 743 000 passagers et celle du métro, 4 673 700,.

## Service des voyageurs

### Intermodalité
Il existe de nombreuses destinations pour les bus qui quittent la gare du Nord située dans cet échangeur. Il existe des lignes qui traversent le corridor méditerranéen avec des destinations telles que Valence, Alicante ou Murcie, la ligne Madrid - Saragosse - Barcelone de ALSA, bus avec destination l'Andalousie, l'Estrémadure, la Galice, la Castille et León, le Pays basque et un grand nombre de lignes internationales exploitées principalement par Alsa International et Eurolines.

## Fouille de sauvegarde
En 2011, une intervention archéologique motivée par la construction d'un nouveau hall dans l'échangeur d'Arc de Triomf sur la ligne 1 de la FMB et de la RENFE, TM-04335, a été réalisée. L'intervention s'est limitée à l'excavation d'une prospection d'une taille de 5,70 m sur 6,50 m. Au-dessus du tunnel du chemin de fer et cela a donné des résultats positifs. À la suite de l'action, une série de découpes irrégulières ont été trouvées sous la forme d'un seau, ce qui, vu son degré de dévastation, rend difficile toute interprétation exacte, mais, compte tenu des matériaux, il peut être localisé amortissement au Moyen Âge. En outre, il a été documenté, à partir d'une époque contemporaine, une fondation dans le coffrage perdu clairement liée à l'urbanisation de ce secteur de la ville au cours de la seconde moitié du XIXe siècle. La construction de cette fondation a coupé une série de niveaux assez homogènes, éventuellement de nature agricole, qui reposaient directement sur le terrain géologique, soulignant l’absence d’une séquence stratigraphique plus complexe. Il convient de mentionner la présence d’une réserve importante documentée dans une grande partie de l’enquête et éventuellement liée à la construction ou à la réparation du tunnel du chemin de fer construit au début des années 1930.